# (241528) Tubman
(241528) Tubman ist ein im äußeren Hauptgürtel gelegener Asteroid, der vom Wide-Field Infrared Survey Explorer (IAU-Code C51) am 8. Februar 2010 entdeckt wurde, einem unbemannten Weltraumteleskop der NASA, das im Januar 2010 den Betrieb aufnahm. Sichtungen des Asteroiden hatte es vorher schon im Oktober 2005 und im Jahre 2009 unter den vorläufigen Bezeichnungen 2005 UV359 und 2009 BS108 gegeben.
Der mittlere Durchmesser des Asteroiden wurde mithilfe des Wide-Field Infrared Survey Explorers (WISE) mit 7,115 (±0,453) km berechnet, die Albedo mit 0,042 (± 0,007). Es ist also bei (241528) Tubman von einer sehr dunklen Oberfläche auszugehen.
Der Asteroid ist Mitglied der Schubart-Familie, einer wahrscheinlich vor 1,7 (± 0,7) Milliarden Jahren durch Kollision entstandenen Gruppe von Asteroiden, die sich in einer Bahnresonanz von 3:2 mit dem Planeten Jupiter um die Sonne bewegt. Namensgeber dieser Gruppe ist der Asteroid (1911) Schubart. Die zeitlosen (nichtoskulierenden) Bahnelemente von (241528) Tubman sind fast identisch mit dem kleineren (wenn man von der absoluten Helligkeit von 15,6 gegenüber 14,9 ausgeht) Asteroiden 2015 FF355.
(241528) Tubman wurde am 12. Juli 2014 auf Vorschlag eines Teams der Astrophysikerin Carrie Nugent nach der Fluchthelferin Harriet Tubman (* ca. 1820; † 1913) benannt. Tubman half entlaufenen Sklaven aus den Südstaaten zu fliehen. Nach Harriet Tubman war schon 1994 ein Venuskrater auf der nördlichen Venushemisphäre benannt worden: Venuskrater Tubman.